# Виламина (Орегон)
Виламина (енгл. Willamina) град је у америчкој савезној држави Орегон.

## Демографија
По попису из 2010. године број становника је 2.025, што је 181 (9,8%) становника више него 2000. године.
| Група             | 2000.         | 2010.         |
| Белци             | 1.533 (83,1%) | 1.607 (79,4%) |
| Афроамериканци    | 3 (0,2%)      | 7 (0,3%)      |
| Азијати           | 3 (0,2%)      | 3 (0,1%)      |
| Хиспаноамериканци | 63 (3,4%)     | 121 (6,0%)    |
| Укупно            | 1.844         | 2.025         |